# Dithela rectiloba
Dithela rectiloba är en insektsart som beskrevs av Karsch 1890. Dithela rectiloba ingår i släktet Dithela och familjen vårtbitare. Inga underarter finns listade i Catalogue of Life.